# Beechcraft King Air
Els Beechcraft King Air són una família d'avions bimotors propulsats per turbohèlice de la companyia estatunidenca Beechcraft. Els models de les sèries 90 i 100 són els originals, desenvolupats durant la dècada de 1960. Posteriorment es van desenvolupar els models de les sèries 200 i 300, més grans i comercialitzats com a Super King Air. El King Air va ser la primera aeronau de la seva classe i ha estat en producció des del 1964 fins al 2021. Tot i mantenir la marca Beechcraft des del 2014 la companyia pertany a Textron Air.

## Desenvolupament

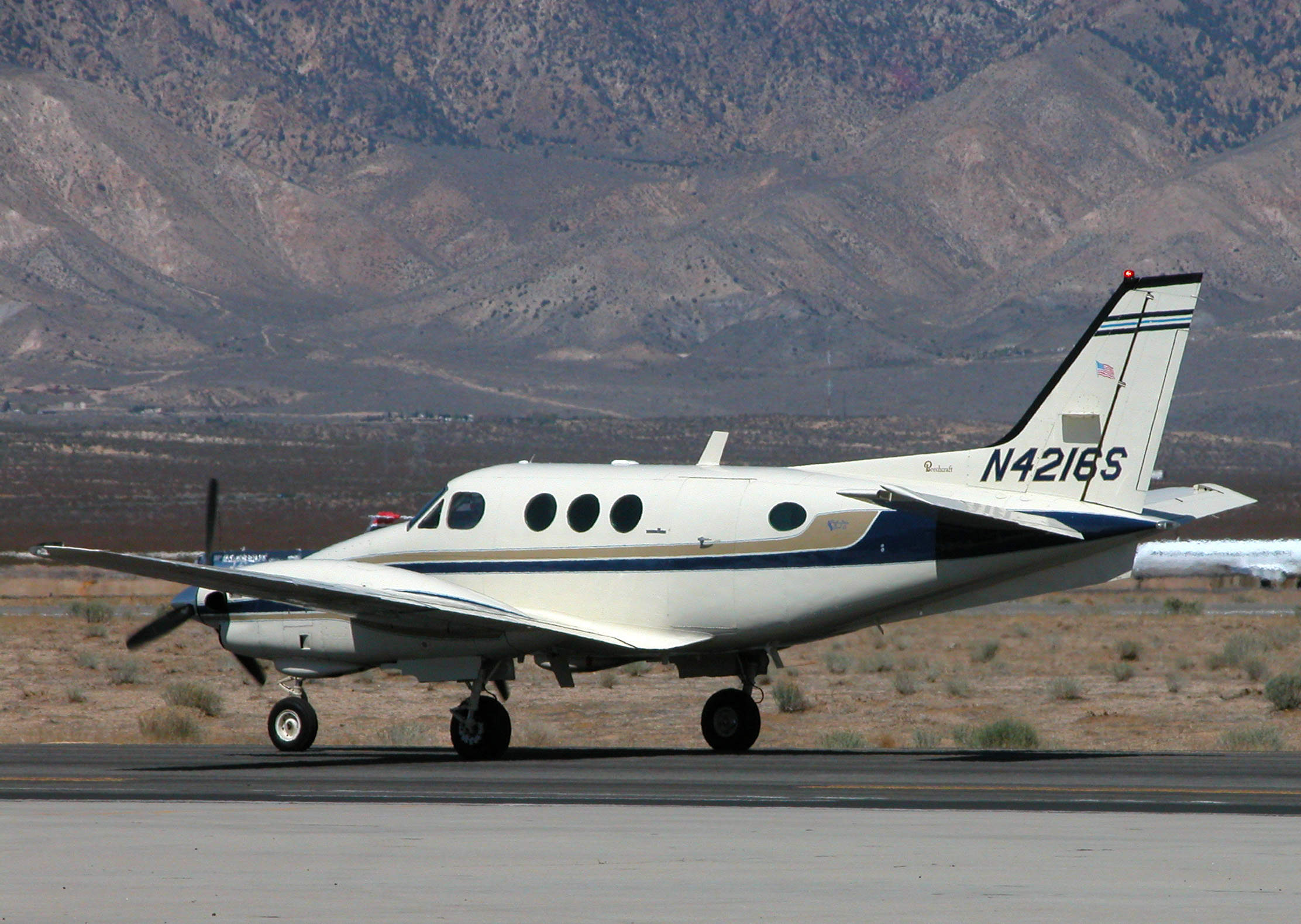
Un E90 King Air al Mojave Spaceport

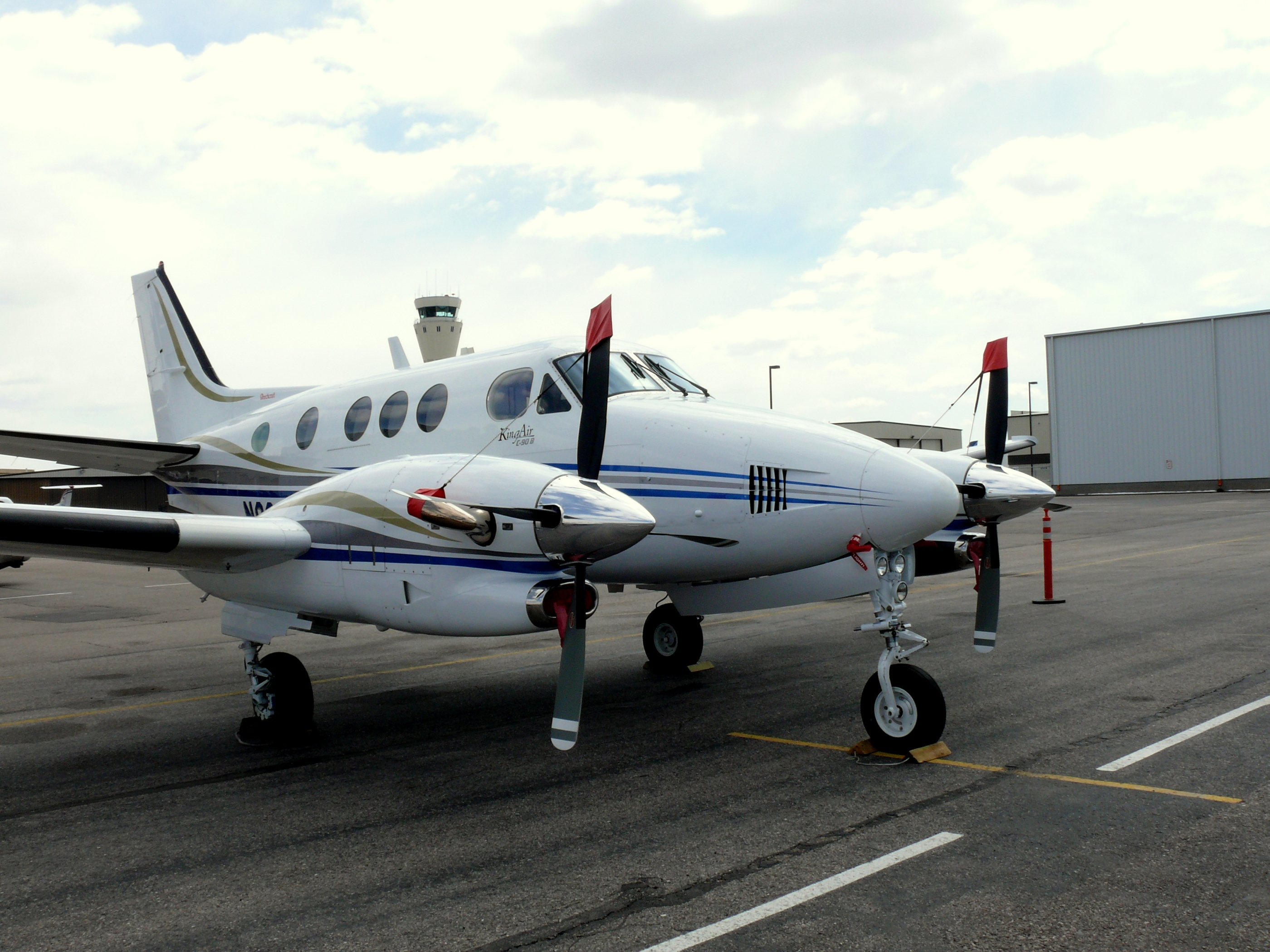
Un King Air C90 al Centennial Airport

### Sèrie Model 90
El King Air Model 90 va ser concebut com a Model 120 el 1961. El prototip inicial Model 87 va volar el maig de 1963, essent una Queen Air modificada amb els motors turbohèlice Pratt & Whitney Canada PT6A-6. El model es va anunciar al públic el juliol d'aquell any, iniciant les entregues la tardor de 1964.

### Sèrie Model 100

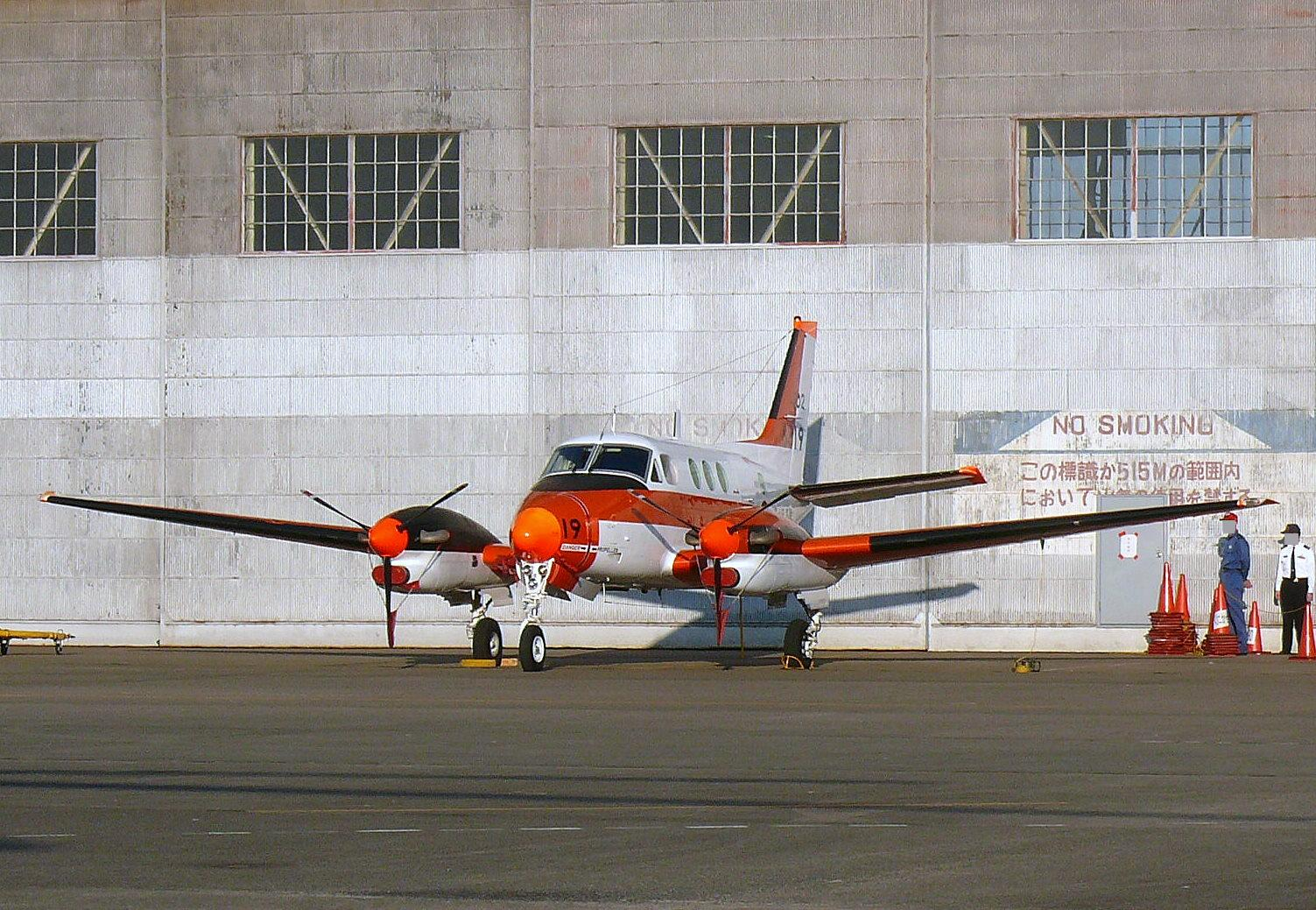
TC-90 de les Forces d'Autodefensa del Japó

El Model 100 és una versió allargada derivada del Model 90. Compta amb 5 finestres a la cabina de passatgers en comptes de 3 de l'original. El desplaçament màxim també augmenta en 590 kg fins a un màxim de 4.810 kg. Aquest model utilitza les ales, cua i motors (dos PT6A-28 que entreguen 680 cv) del Model 99, un avió de passatgers lleuger derivat del Queen Air. El Model 100 va volar per primera vegada el 17 de març de 1969 i va ser anunciat el maig següent.

## Especificacions

### King Air C90GTi
Especificacions del certificat de disseny de la FAA i la web corporativa de Hawker Beechcraft
Característiques generals
- Tripulació: 1–2
- Capacitat: màxim de 7 passatgers, en funció de la configuració
- Longitud: 10,82 m
- Envergadura: 15,32 m
- Alçada: 4,34 m
- Superfície de l'ala 27 m²
- Pes buit: 3.150 kg
- Pes màxim d'enlairament: 4.580 kg
- Motors: 2×  turbohèlices amb hèlices Hartzell HC-E4N-3N Pratt & Whitney Canada PT6A-135A, 550 cv (410 kW)   cada un

 Rendiment 
- Velocitat màxima: 270 nusos TAS, 500 km/h TAS
- Velocitat de creuer: 226 nusos TAS, 416 km/h TAS
- Velocitat d'entrada en pèrdua: 78 nusos, 145 km/h  IAS (flaps abaixats)
- Abast: 1.321 nm, 2.446 km
- Sostre de servei: 30.000 peus (9.144 m)
- Ràtio d'ascens: 2.000 peus/min (10,2 m/s)
- Càrrega alar: 170 kg/m²
- Potència/pes: 179 W/kg